# World Cup 2008 (Tischtennis)
| 2007 ← World Cup → 2009 | 2007 ← World Cup → 2009    | 2007 ← World Cup → 2009          |
| ----------------------- | -------------------------- | -------------------------------- |
|                         | Männer                     | Frauen                           |
| Datum                   | 26.–28.09.                 | 06.–08.09.                       |
| Ort                     | Lüttich                    | Kuala Lumpur                     |
| Auflage                 | 29                         | 12                               |
| Sieger                  | Wang Hao Timo Boll Ma Long | Li Xiaoxia Tie Yana Feng Tianwei |

Der Tischtennis-World Cup 2008 fand für die Männer in seiner 29. Austragung vom 26. bis 28. September im belgischen Lüttich und für die Frauen in seiner 12. Austragung vom 6. bis 8. September im malayischen Kuala Lumpur statt. Gold ging an Wang Hao und Li Xiaoxia aus China.

## Modus
An jedem Wettbewerb nahmen 16 Sportler teil, die auf vier Gruppen mit je vier Sportlern aufgeteilt wurden. Die Gruppenersten und -zweiten rückten in die im K.O.-Modus ausgetragene Hauptrunde vor. Die Halbfinal-Verlierer trugen ein Spiel um Platz 3 aus.

## Teilnehmer
| Pos. | Männer               | WRL-Pos. | TN | Frauen         | WRL-Pos. | TN |
| ---- | -------------------- | -------- | -- | -------------- | -------- | -- |
| 1    | Wang Hao             | 1        | 6  | Li Xiaoxia     | 5        | 2  |
| 2    | Timo Boll            | 6        | 7  | Tie Yana       | 10       | 7  |
| 3    | Ma Long              | 3        | 1  | Feng Tianwei   | 9        | 1  |
| 4    | Kalinikos Kreanga    | 17       | 10 | Wang Yuegu     | 7        | 2  |
| 5    | Joo Se-hyuk          | 9        | 4  | Gao Jun        | 25       | 8  |
| 5    | Dimitrij Ovtcharov   | 14       | 1  | Guo Yue        | 2        | 3  |
| 5    | Ryu Seung-min        | 8        | 5  | Jiang Huajun   | 8        | 2  |
| 5    | Werner Schlager      | 16       | 9  | Kim Kyung-ah   | 11       | 5  |
| 9    | Chuang Chih-Yuan     | 10       | 7  | Daniela Dodean | 47       | 2  |
| 9    | Li Ching             | 11       | 1  | Li Jia Wei     | 6        | 8  |
| 9    | Michael Maze         | 23       | 2  | Li Jiao        | 15       | 2  |
| 9    | Segun Toriola        | 113      | 5  | Wu Xue         | 49       | 3  |
| 13   | Trent Carter         | 635      | 1  | Beh Lee Wei    | 192      | 1  |
| 13   | Gao Ning             | 12       | 2  | Miao Miao      | 145      | 4  |
| 13   | Peter-Paul Pradeeban | 277      | 3  | Georgina Póta  | 44       | 1  |
| 13   | Jean-Michel Saive    | 26       | 17 | Yang Fen       | 234      | 2  |

## Männer

### Gruppenphase

#### Gruppe 1
|                  | Ergebnis |                      |
| ---------------- | -------- | -------------------- |
| Wang Hao         | 4:2      | Werner Schlager      |
| Chuang Chih-Yuan | 4:2      | Peter-Paul Pradeeban |
| Wang Hao         | 4:0      | Chuang Chih-Yuan     |
| Werner Schlager  | 4:0      | Peter-Paul Pradeeban |
| Wang Hao         | 4:0      | Peter-Paul Pradeeban |
| Chuang Chih-Yuan | 2:4      | Werner Schlager      |

| Platz | Spieler              | Spiele | Sätze | Punkte |
| ----- | -------------------- | ------ | ----- | ------ |
| 1     | Wang Hao             | 3      | 12:2  | 6      |
| 2     | Werner Schlager      | 3      | 10:6  | 5      |
| 3     | Chuang Chih-Yuan     | 3      | 6:10  | 4      |
| 4     | Peter-Paul Pradeeban | 3      | 2:12  | 3      |

#### Gruppe 2
|              | Ergebnis |              |
| ------------ | -------- | ------------ |
| Ma Long      | 4:0      | Michael Maze |
| Joo Se-hyuk  | 4:0      | Trent Carter |
| Ma Long      | 4:3      | Joo Se-hyuk  |
| Michael Maze | 4:0      | Trent Carter |
| Ma Long      | 4:0      | Trent Carter |
| Joo Se-hyuk  | 4:0      | Michael Maze |

| Platz | Spieler      | Spiele | Sätze | Punkte |
| ----- | ------------ | ------ | ----- | ------ |
| 1     | Ma Long      | 3      | 12:3  | 6      |
| 2     | Joo Se-hyuk  | 3      | 11:4  | 5      |
| 3     | Michael Maze | 3      | 4:8   | 4      |
| 4     | Trent Carter | 3      | 0:12  | 3      |

#### Gruppe 3
|                   | Ergebnis |                   |
| ----------------- | -------- | ----------------- |
| Timo Boll         | 2:4      | Kalinikos Kreanga |
| Gao Ning          | 3:4      | Segun Toriola     |
| Timo Boll         | 4:1      | Gao Ning          |
| Kalinikos Kreanga | 4:3      | Segun Toriola     |
| Timo Boll         | 4:0      | Segun Toriola     |
| Gao Ning          | 0:4      | Kalinikos Kreanga |

| Platz | Spieler           | Spiele | Sätze | Punkte |
| ----- | ----------------- | ------ | ----- | ------ |
| 1     | Kalinikos Kreanga | 3      | 12:5  | 6      |
| 2     | Timo Boll         | 3      | 10:5  | 5      |
| 3     | Segun Toriola     | 3      | 7:11  | 4      |
| 4     | Gao Ning          | 3      | 4:12  | 3      |

#### Gruppe 4
|                    | Ergebnis |                    |
| ------------------ | -------- | ------------------ |
| Ryu Seung-min      | 4:0      | Dimitrij Ovtcharov |
| Li Ching           | 4:0      | Jean-Michel Saive  |
| Ryu Seung-min      | 4:3      | Li Ching           |
| Dimitrij Ovtcharov | 4:3      | Jean-Michel Saive  |
| Ryu Seung-min      | 4:0      | Jean-Michel Saive  |
| Li Ching           | 3:4      | Dimitrij Ovtcharov |

| Platz | Spieler            | Spiele | Sätze | Punkte |
| ----- | ------------------ | ------ | ----- | ------ |
| 1     | Ryu Seung-min      | 3      | 12:3  | 6      |
| 2     | Dimitrij Ovtcharov | 3      | 8:10  | 5      |
| 3     | Li Ching           | 3      | 10:8  | 4      |
| 4     | Jean-Michel Saive  | 3      | 3:12  | 3      |

### Hauptrunde
|  | Viertelfinale      | Viertelfinale     |           |           | Halbfinale        | Halbfinale |  |  | Finale | Finale |
|  |                    |                   |           |           |                   |            |  |  |        |        |
|  |                    |                   |           |           |                   |            |  |  |        |        |
|  | Wang Hao           | 4                 |           |           |                   |            |  |  |        |        |
|  | Wang Hao           | 4                 |           |           |                   |            |  |  |        |        |
|  | Dimitrij Ovtcharov | 1                 |           |           |                   |            |  |  |        |        |
|  | Dimitrij Ovtcharov | 1                 | Wang Hao  | 4         |                   |            |  |  |        |        |
|  |                    |                   | Wang Hao  | 4         |                   |            |  |  |        |        |
|  |                    | Kalinikos Kreanga | 2         |           |                   |            |  |  |        |        |
|  | Joo Se-hyuk        | Kalinikos Kreanga | 2         | 2         |                   |            |  |  |        |        |
|  | Joo Se-hyuk        |                   |           | 2         |                   |            |  |  |        |        |
|  | Kalinikos Kreanga  | 4                 |           |           |                   |            |  |  |        |        |
|  |                    |                   | Wang Hao  | 4         |                   |            |  |  |        |        |
|  |                    |                   |           | Timo Boll | 1                 |            |  |  |        |        |
|  | Ryu Seung-min      | 0                 |           |           |                   |            |  |  |        |        |
|  | Timo Boll          | 4                 |           |           |                   |            |  |  |        |        |
|  | Timo Boll          | 4                 | Timo Boll | 4         |                   |            |  |  |        |        |
|  |                    |                   | Timo Boll | 4         | Spiel um Platz 3  |            |  |  |        |        |
|  |                    | Ma Long           | 3         |           |                   |            |  |  |        |        |
|  | Werner Schlager    | Ma Long           | 3         | 1         | Kalinikos Kreanga | 1          |  |  |        |        |
|  | Werner Schlager    |                   |           | 1         | Kalinikos Kreanga | 1          |  |  |        |        |
|  | Ma Long            | 4                 |           | Ma Long   | 4                 |            |  |  |        |        |
|  | Ma Long            | 4                 |           |           | 4                 |            |  |  |        |        |
|  |                    |                   |           |           |                   |            |  |  |        |        |

## Frauen

### Gruppenphase

#### Gruppe 1
|              | Ergebnis |              |
| ------------ | -------- | ------------ |
| Guo Yue      | 4:1      | Wu Xue       |
| Jiang Huajun | 4:1      | Yang Fen     |
| Guo Yue      | 4:3      | Jiang Huajun |
| Wu Xue       | 4:2      | Yang Fen     |
| Guo Yue      | 4:0      | Yang Fen     |
| Jiang Huajun | 4:2      | Wu Xue       |

| Platz | Spieler      | Spiele | Sätze | Punkte |
| ----- | ------------ | ------ | ----- | ------ |
| 1     | Guo Yue      | 3      | 12:4  | 6      |
| 2     | Jiang Huajun | 3      | 11:7  | 5      |
| 3     | Wu Xue       | 3      | 7:10  | 4      |
| 4     | Yang Fen     | 3      | 3:12  | 3      |

#### Gruppe 2
|              | Ergebnis |              |
| ------------ | -------- | ------------ |
| Li Xiaoxia   | 4:0      | Li Jiao      |
| Feng Tianwei | 4:0      | Miao Miao    |
| Li Xiaoxia   | 4:1      | Feng Tianwei |
| Li Jiao      | 4:2      | Miao Miao    |
| Li Xiaoxia   | 4:0      | Miao Miao    |
| Feng Tianwei | 4:1      | Li Jiao      |

| Platz | Spieler      | Spiele | Sätze | Punkte |
| ----- | ------------ | ------ | ----- | ------ |
| 1     | Li Xiaoxia   | 3      | 12:1  | 6      |
| 2     | Feng Tianwei | 3      | 9:5   | 5      |
| 3     | Li Jiao      | 3      | 5:10  | 4      |
| 4     | Miao Miao    | 3      | 2:12  | 3      |

#### Gruppe 3
|            | Ergebnis |               |
| ---------- | -------- | ------------- |
| Li Jia Wei | 0:4      | Gao Jun       |
| Tie Yana   | 4:1      | Georgina Póta |
| Li Jia Wei | 1:4      | Tie Yana      |
| Gao Jun    | 4:1      | Georgina Póta |
| Li Jia Wei | 4:2      | Georgina Póta |
| Tie Yana   | 4:0      | Gao Jun       |

| Platz | Spieler       | Spiele | Sätze | Punkte |
| ----- | ------------- | ------ | ----- | ------ |
| 1     | Tie Yana      | 3      | 12:2  | 6      |
| 2     | Gao Jun       | 3      | 8:5   | 5      |
| 3     | Li Jia Wei    | 3      | 5:10  | 4      |
| 4     | Georgina Póta | 3      | 4:12  | 3      |

#### Gruppe 4
|                | Ergebnis |                |
| -------------- | -------- | -------------- |
| Wang Yuegu     | 4:1      | Daniela Dodean |
| Kim Kyung-ah   | 4:1      | Beh Lee Wei    |
| Wang Yuegu     | 4:3      | Kim Kyung-ah   |
| Daniela Dodean | 4:0      | Beh Lee Wei    |
| Wang Yuegu     | 4:1      | Beh Lee Wei    |
| Kim Kyung-ah   | 4:1      | Daniela Dodean |

| Platz | Spieler        | Spiele | Sätze | Punkte |
| ----- | -------------- | ------ | ----- | ------ |
| 1     | Wang Yuegu     | 3      | 12:5  | 6      |
| 2     | Kim Kyung-ah   | 3      | 11:6  | 5      |
| 3     | Daniela Dodean | 3      | 6:8   | 4      |
| 4     | Beh Lee Wei    | 3      | 2:12  | 3      |

### Hauptrunde
|  | Viertelfinale | Viertelfinale |              |            | Halbfinale       | Halbfinale |  |  | Finale | Finale |
|  |               |               |              |            |                  |            |  |  |        |        |
|  |               |               |              |            |                  |            |  |  |        |        |
|  | Guo Yue       | 1             |              |            |                  |            |  |  |        |        |
|  | Guo Yue       | 1             |              |            |                  |            |  |  |        |        |
|  | Feng Tianwei  | 4             |              |            |                  |            |  |  |        |        |
|  | Feng Tianwei  | 4             | Feng Tianwei | 0          |                  |            |  |  |        |        |
|  |               |               | Feng Tianwei | 0          |                  |            |  |  |        |        |
|  |               | Tie Yana      | 4            |            |                  |            |  |  |        |        |
|  | Kim Kyung-ah  | Tie Yana      | 4            | 3          |                  |            |  |  |        |        |
|  | Kim Kyung-ah  |               |              | 3          |                  |            |  |  |        |        |
|  | Tie Yana      | 4             |              |            |                  |            |  |  |        |        |
|  |               |               | Tie Yana     | 0          |                  |            |  |  |        |        |
|  |               |               |              | Li Xiaoxia | 4                |            |  |  |        |        |
|  | Wang Yuegu    | 4             |              |            |                  |            |  |  |        |        |
|  | Gao Jun       | 2             |              |            |                  |            |  |  |        |        |
|  | Gao Jun       | 2             | Wang Yuegu   | 0          |                  |            |  |  |        |        |
|  |               |               | Wang Yuegu   | 0          | Spiel um Platz 3 |            |  |  |        |        |
|  |               | Li Xiaoxia    | 4            |            |                  |            |  |  |        |        |
|  | Jiang Huajun  | Li Xiaoxia    | 4            | 1          | Feng Tianwei     | 4          |  |  |        |        |
|  | Jiang Huajun  |               |              | 1          | Feng Tianwei     | 4          |  |  |        |        |
|  | Li Xiaoxia    | 4             |              | Wang Yuegu | 0                |            |  |  |        |        |
|  | Li Xiaoxia    | 4             |              |            | 0                |            |  |  |        |        |
|  |               |               |              |            |                  |            |  |  |        |        |

## Sonstiges
Mit 8 World-Cup-Teilnahmen stellten Gao Jun und Li Jia Wei bei den Frauen einen neuen Rekord auf.